# 吕良
吕良（1916年—），男，广东大埔人，中华人民共和国政治人物，曾任中共江西省委宣传部副部长，江西省教育厅厅长，江西省政协副主席。